# Зайцевский, Алексей Сергеевич
Алексей Сергеевич Зайцевский (23 февраля 1923 — дата смерти неизвестна) — советский футболист, нападающий, тренер.

## Биография
Начинал играть в футбол в московской команде «Старт». С 1944 года выступал в соревнованиях мастеров за ДО Новосибирск, в 1945—1949 годах забил 9 мячей в матчах класса «Б». Проходил службу в Новосибирском военно-пехотном училище и 45-м гвардейском отдельном батальоне связи.
В 1950 году перешёл в московский ЦДКА. Дебютный матч за команду в классе «А» сыграл 5 сентября 1950 года против киевского «Динамо» и отличился в нём голом. Всего в составе московских армейцев провёл в 1950—1951 годах 16 матчей в высшей лиге и забил 4 гола. Чемпион СССР 1950 и 1951 годов. В 1952 году в чемпионате не играл, однако принял участие в матче на Кубок сезона, в котором ЦДКА встречался со сборной СССР.
В 1954 году выступал за ДО Тбилиси, но выходил на поле только в матчах Кубка СССР. Затем играл в свердловском ОДО, с которым стал победителем класса «Б» 1955 года.
В конце игровой карьеры три сезона выступал за свердловский «Авангард»/«Машиностроитель» (ныне «Урал»).
В качестве тренера возглавлял «Труд» (Курск) и «Ирригатор» (Чарджоу).